# Championnats du monde juniors de patinage artistique 2006
Navigation
Édition précédente Édition suivante
Les Championnats du monde juniors de patinage artistique 2006 ont lieu du 6 au 12 mars 2006 à la Hala Tivoli de Ljubljana en Slovénie.

## Qualifications
Les patineurs sont éligibles à l'épreuve s'ils représentent une nation membre de l'Union internationale de patinage (International Skating Union en anglais) et s'ils ont atteint l'âge de 13 ans et pas encore 19 ans avant le 1er juillet 2005, sauf pour les messieurs qui participent au patinage en couple et à la danse sur glace où l'âge maximum est de 21 ans. Les fédérations nationales sélectionnent leurs patineurs en fonction de leurs propres critères, mais l'Union internationale de patinage exige un score minimum d'éléments techniques (Technical Elements Score en anglais) lors d'une compétition internationale avant les championnats du monde juniors.
Sur la base des résultats des championnats du monde juniors 2005, l'Union internationale de patinage autorise chaque pays à avoir de une à trois inscriptions par discipline.
| Nombre d'inscriptions                                             | Messieurs                    | Dames                                             | Couples                  | Danse sur glace          |
| ----------------------------------------------------------------- | ---------------------------- | ------------------------------------------------- | ------------------------ | ------------------------ |
| 3                                                                 | France Japon États-Unis      | Japon États-Unis                                  | Canada Russie États-Unis | Canada Russie États-Unis |
| 2                                                                 | Canada Chine Russie Autriche | Canada Chine Corée du Sud Finlande Géorgie Russie | Chine Suède              | Israël Italie Tchéquie   |
| Si non répertorié ci-dessus, une seule inscription est autorisée. |                              |                                                   |                          |                          |

Pour la quatorzième et dernière année, l'Union internationale de patinage impose une ronde des qualifications pour les catégories individuelles masculine et féminine. Les qualifications sont divisées en deux groupes A et B. Pour ces mondiaux juniors 2006, le top 15 de chaque groupe accède au programme court, puis le top 24 accède au programme libre. Les scores des qualifications comptent pour le score final. C'est la dernière fois que la ronde des qualifications est disputée, après avoir été introduite lors des championnats du monde juniors 1993. Après ces championnats, l'Union internationale de patinage vote pour leur retrait de la compétition dès la saison suivante. À partir de 2007, tous les patineurs inscrits feront leur programme court et seulement le top 24 accédera au programme libre. 
En danse sur glace, la danse imposée est la valse autrichienne.

## Podiums
| Épreuves                            | Or                           | Argent                              | Bronze                                        |
| ----------------------------------- | ---------------------------- | ----------------------------------- | --------------------------------------------- |
| Messieurs résultats détaillés       | Takahiko Kozuka              | Sergey Voronov                      | Yannick Ponsero                               |
| Dames résultats détaillés           | Kim Yuna                     | Mao Asada                           | Christine Zukowski                            |
| Couples résultats détaillés         | Julia Vlassov / Drew Meekins | Kendra Moyle / Andy Seitz           | Ksenia Krasilnikova / Konstantin Bezmaternikh |
| Danse sur glace résultats détaillés | Tessa Virtue / Scott Moir    | Natalia Mikhailova / Arkadi Sergeev | Meryl Davis / Charlie White                   |

## Tableau des médailles
| Rang  | Nation       | Or | Argent | Bronze | Total |
| ----- | ------------ | -- | ------ | ------ | ----- |
| 1     | États-Unis   | 1  | 1      | 2      | 4     |
| 2     | Japon        | 1  | 1      | 0      | 2     |
| 3     | Canada       | 1  | 0      | 0      | 1     |
| 3     | Corée du Sud | 1  | 0      | 0      | 1     |
| 5     | Russie       | 0  | 2      | 1      | 3     |
| 6     | France       | 0  | 0      | 1      | 1     |
| Total | Total        | 4  | 4      | 4      | 12    |

## Détails des compétitions

### Messieurs
| Rang                                        | Nom                 | Nation      | Qualifications A | Qualifications A | Qualifications B | Qualifications B | Points | Programme court | Programme court | Programme libre | Programme libre |
| ------------------------------------------- | ------------------- | ----------- | ---------------- | ---------------- | ---------------- | ---------------- | ------ | --------------- | --------------- | --------------- | --------------- |
| 1                                           | Takahiko Kozuka     | Japon       | 3                | 107.52           |                  |                  | 180.05 | 2               | 60.07           | 1               | 119.98          |
| 2                                           | Sergey Voronov      | Russie      | 2                | 108.30           |                  |                  | 172.92 | 5               | 57.66           | 2               | 115.26          |
| 3                                           | Yannick Ponsero     | France      |                  |                  | 2                | 111.80           | 170.97 | 1               | 63.29           | 7               | 107.68          |
| 4                                           | Stephen Carriere    | États-Unis  |                  |                  | 1                | 114.86           | 169.14 | 6               | 56.89           | 4               | 112.25          |
| 5                                           | Takahito Mura       | Japon       | 4                | 106.78           |                  |                  | 168.39 | 8               | 55.15           | 3               | 113.24          |
| 6                                           | Patrick Chan        | Canada      |                  |                  | 6                | 105.10           | 168.19 | 3               | 59.54           | 6               | 108.65          |
| 7                                           | Kevin Reynolds      | Canada      | 7                | 103.08           |                  |                  | 165.14 | 11              | 53.04           | 5               | 112.10          |
| 8                                           | Alexander Uspenski  | Russie      | 1                | 110.88           |                  |                  | 157.68 | 12              | 52.99           | 8               | 104.69          |
| 9                                           | Geoffry Varner      | États-Unis  | 8                | 100.00           |                  |                  | 152.54 | 10              | 53.36           | 11              | 99.18           |
| 10                                          | Yang Chao           | Chine       |                  |                  | 7                | 103.52           | 152.48 | 7               | 56.52           | 14              | 95.96           |
| 11                                          | Daisuke Murakami    | États-Unis  | 6                | 105.20           |                  |                  | 152.17 | 14              | 51.08           | 9               | 101.09          |
| 12                                          | Ryo Shibata         | Japon       | 5                | 106.20           |                  |                  | 151.01 | 9               | 55.08           | 15              | 95.93           |
| 13                                          | Peter Liebers       | Allemagne   |                  |                  | 3                | 111.30           | 150.33 | 4               | 57.67           | 17              | 92.66           |
| 14                                          | Moris Pfeifhofer    | Suisse      |                  |                  | 4                | 107.10           | 150.21 | 13              | 51.47           | 12              | 98.74           |
| 15                                          | Viktor Pfeifer      | Autriche    |                  |                  | 5                | 105.80           | 150.06 | 17              | 50.21           | 10              | 99.85           |
| 16                                          | Adrian Schultheiss  | Suède       |                  |                  | 8                | 101.30           | 146.27 | 16              | 50.95           | 16              | 95.32           |
| 17                                          | Kim Lucine          | France      | 10               | 92.98            |                  |                  | 144.46 | 22              | 46.48           | 13              | 97.98           |
| 18                                          | Guan Jinlin         | Chine       |                  |                  | 10               | 88.70            | 141.87 | 19              | 49.21           | 18              | 92.66           |
| 19                                          | Yannick Kocon       | France      |                  |                  | 12               | 83.10            | 133.99 | 15              | 50.98           | 22              | 83.01           |
| 20                                          | Pavel Kaška         | Tchéquie    |                  |                  | 9                | 89.46            | 132.82 | 21              | 46.57           | 19              | 86.25           |
| 21                                          | Luka Čadež          | Slovénie    |                  |                  | 11               | 85.98            | 132.38 | 18              | 49.21           | 20              | 83.17           |
| 22                                          | Mateusz Chruściński | Pologne     | 14               | 82.90            |                  |                  | 128.25 | 20              | 46.94           | 23              | 81.31           |
| 23                                          | David Richardson    | Royaume-Uni | 13               | 87.50            |                  |                  | 125.97 | 24              | 42.95           | 21              | 83.02           |
| 24                                          | Vitali Sazonets     | Ukraine     |                  |                  | 13               | 76.06            | 119.89 | 23              | 45.81           | 24              | 74.08           |
| Patineurs éliminés après le programme court |                     |             |                  |                  |                  |                  |        |                 |                 |                 |                 |
| 25                                          | Michael Chrolenko   | Norvège     |                  |                  | 15               | 67.56            |        | 25              | 42.40           | NC              | NC              |
| 26                                          | Taras Rajec         | Slovaquie   | 15               | 76.22            |                  |                  |        | 26              | 40.15           | NC              | NC              |
| 27                                          | Marco Fabbri        | Italie      | 11               | 92.78            |                  |                  |        | 27              | 40.13           | NC              | NC              |
| 28                                          | Alexandr Kazakov    | Biélorussie | 9                | 95.90            |                  |                  |        | 28              | 37.89           | NC              | NC              |
| 29                                          | Valtter Virtanen    | Finlande    | 12               | 92.36            |                  |                  |        | 29              | 36.77           | NC              | NC              |
| 30                                          | Georgi Kenchadze    | Bulgarie    |                  |                  | 14               | 68.40            |        | 30              | 34.71           | NC              | NC              |
| Patineurs éliminés après les qualifications |                     |             |                  |                  |                  |                  |        |                 |                 |                 |                 |
| 31                                          | Boris Martinec      | Croatie     | 16               | 64.62            |                  |                  |        | NC              | NC              | NC              | NC              |
| 32                                          | Tigran Vardanjan    | Hongrie     | 17               | 61.94            |                  |                  |        | NC              | NC              | NC              | NC              |
| 33                                          | Evgeni Krasnapolski | Israël      |                  |                  | 16               | 61.76            |        | NC              | NC              | NC              | NC              |
| 34                                          | Gegham Vardanyan    | Arménie     | 18               | 61.60            |                  |                  |        | NC              | NC              | NC              | NC              |
| 35                                          | Kutay Eryoldas      | Turquie     | 19               | 61.18            |                  |                  |        | NC              | NC              | NC              | NC              |
| 36                                          | Zoltan Kelemen      | Roumanie    |                  |                  | 17               | 61.12            |        | NC              | NC              | NC              | NC              |
| 37                                          | Robert Mcnamara     | Australie   |                  |                  | 18               | 57.30            |        | NC              | NC              | NC              | NC              |
| 38                                          | Manuel Legaz        | Espagne     | 20               | 56.46            |                  |                  |        | NC              | NC              | NC              | NC              |
| 39                                          | Tatsuya Tanaka      | Hong Kong   |                  |                  | 19               | 53.02            |        | NC              | NC              | NC              | NC              |
| 40                                          | Egor Kocheev        | Ouzbékistan |                  |                  | 20               | 41.80            |        | NC              | NC              | NC              | NC              |

### Dames
| Rang                                          | Nom                        | Nation               | Qualifications A | Qualifications A | Qualifications B | Qualifications B | Points | Programme court | Programme court | Programme libre | Programme libre |
| --------------------------------------------- | -------------------------- | -------------------- | ---------------- | ---------------- | ---------------- | ---------------- | ------ | --------------- | --------------- | --------------- | --------------- |
| 1                                             | Kim Yuna                   | Corée du Sud         | 1                | 107.52           |                  |                  | 177.54 | 1               | 60.86           | 1               | 116.68          |
| 2                                             | Mao Asada                  | Japon                |                  |                  | 1                | 113.58           | 153.35 | 2               | 56.10           | 2               | 97.25           |
| 3                                             | Christine Zukowski         | États-Unis           | 2                | 76.20            |                  |                  | 135.14 | 3               | 51.37           | 4               | 83.77           |
| 4                                             | Nana Takeda                | Japon                |                  |                  | 2                | 94.90            | 129.09 | 16              | 38.94           | 3               | 90.15           |
| 5                                             | Aki Sawada                 | Japon                |                  |                  | 6                | 76.88            | 126.15 | 6               | 47.85           | 7               | 78.30           |
| 6                                             | Alissa Czisny              | États-Unis           |                  |                  | 3                | 83.40            | 124.18 | 4               | 50.36           | 11              | 73.82           |
| 7                                             | Kim Chae-hwa               | Corée du Sud         |                  |                  | 8                | 75.30            | 122.81 | 10              | 42.12           | 5               | 80.69           |
| 8                                             | Jenni Vähämaa              | Finlande             | 5                | 71.46            |                  |                  | 121.88 | 9               | 42.76           | 6               | 79.12           |
| 9                                             | Laura Lepistö              | Finlande             | 7                | 67.92            |                  |                  | 121.05 | 8               | 44.24           | 9               | 76.81           |
| 10                                            | Katarina Gerboldt          | Russie               | 6                | 70.40            |                  |                  | 120.90 | 7               | 45.78           | 10              | 75.12           |
| 11                                            | Jelena Glebova             | Estonie              |                  |                  | 7                | 76.32            | 118.26 | 12              | 40.42           | 8               | 77.84           |
| 12                                            | Arina Martinova            | Russie               | 3                | 73.98            |                  |                  | 116.39 | 5               | 49.96           | 18              | 66.43           |
| 13                                            | Megan Hyatt                | États-Unis           |                  |                  | 4                | 82.46            | 113.82 | 13              | 40.11           | 12              | 73.71           |
| 14                                            | Shin Yea-ji                | Corée du Sud         | 10               | 65.94            |                  |                  | 110.17 | 18              | 38.30           | 14              | 71.87           |
| 15                                            | Amélie Lacoste             | Canada               |                  |                  | 14               | 59.42            | 109.91 | 19              | 37.36           | 13              | 72.55           |
| 16                                            | Astrid Mangi               | Autriche             |                  |                  | 13               | 59.52            | 108.15 | 14              | 39.85           | 16              | 68.30           |
| 17                                            | Caterina Gabanella         | Italie               | 12               | 61.38            |                  |                  | 105.79 | 20              | 37.33           | 15              | 68.46           |
| 18                                            | Nella Simaová              | Tchéquie             |                  |                  | 9                | 68.38            | 105.78 | 17              | 38.35           | 17              | 67.43           |
| 19                                            | Isabelle Nylander          | Suède                | 4                | 73.34            |                  |                  | 102.83 | 11              | 42.05           | 22              | 60.78           |
| 20                                            | Nadège Bobillier           | France               |                  |                  | 11               | 65.36            | 102.75 | 21              | 36.53           | 19              | 66.22           |
| 21                                            | Diane Szmiett              | Canada               |                  |                  | 5                | 80.08            | 102.20 | 22              | 36.34           | 20              | 65.86           |
| 22                                            | Radka Bártová              | Slovaquie            | 8                | 67.92            |                  |                  | 101.63 | 15              | 39.43           | 21              | 62.20           |
| 23                                            | Laura Czarnotta            | Pologne              | 15               | 54.88            |                  |                  | 90.59  | 24              | 33.29           | 23              | 57.30           |
| 24                                            | Bettina Heim               | Suisse               |                  |                  | 15               | 59.42            | 85.11  | 23              | 34.82           | 24              | 50.29           |
| 25                                            | Daša Grm                   | Slovénie             |                  |                  | 17               | 53.44            | 73.21  | 31              | 27.48           | 25              | 45.73           |
| Patineuses éliminées après le programme court |                            |                      |                  |                  |                  |                  |        |                 |                 |                 |                 |
| 26                                            | Tina Wang                  | Australie            | 11               | 61.40            |                  |                  |        | 25              | 32.67           | NC              | NC              |
| 27                                            | Christiane Berger          | Allemagne            | 14               | 58.46            |                  |                  |        | 26              | 32.06           | NC              | NC              |
| 28                                            | Jocelyn Ho                 | Taipei chinois       |                  |                  | 12               | 60.58            |        | 27              | 29.77           | NC              | NC              |
| 29                                            | Guo Yalu                   | Chine                | 9                | 67.58            |                  |                  |        | 28              | 29.72           | NC              | NC              |
| 30                                            | Sonia Lafuente             | Espagne              |                  |                  | 10               | 65.82            |        | 29              | 29.25           | NC              | NC              |
| 31                                            | Kirsten Verbist            | Belgique             | 13               | 60.70            |                  |                  |        | 30              | 27.62           | NC              | NC              |
| Patineuses éliminées après les qualifications |                            |                      |                  |                  |                  |                  |        |                 |                 |                 |                 |
| 32                                            | Victoria Muniz             | Porto Rico           |                  |                  | 16               | 57.68            |        | NC              | NC              | NC              | NC              |
| 33                                            | Mia Brix                   | Danemark             | 16               | 53.82            |                  |                  |        | NC              | NC              | NC              | NC              |
| 34                                            | Manuela Stanukova          | Bulgarie             | 17               | 53.52            |                  |                  |        | NC              | NC              | NC              | NC              |
| 35                                            | Julia Sheremet             | Biélorussie          |                  |                  | 18               | 52.80            |        | NC              | NC              | NC              | NC              |
| 36                                            | Emma Hagieva               | Azerbaïdjan          | 18               | 52.18            |                  |                  |        | NC              | NC              | NC              | NC              |
| 37                                            | Sharon Resseler            | Pays-Bas             |                  |                  | 19               | 51.76            |        | NC              | NC              | NC              | NC              |
| 38                                            | Rima Beliy                 | Israël               |                  |                  | 20               | 50.48            |        | NC              | NC              | NC              | NC              |
| 39                                            | Bianka Padar               | Hongrie              | 19               | 49.88            |                  |                  |        | NC              | NC              | NC              | NC              |
| 40                                            | Željka Krizmanić           | Croatie              | 20               | 49.72            |                  |                  |        | NC              | NC              | NC              | NC              |
| 41                                            | Emily Naphtal              | Mexique              | 21               | 46.38            |                  |                  |        | NC              | NC              | NC              | NC              |
| 42                                            | Tamami Ono                 | Hong Kong            |                  |                  | 21               | 46.32            |        | NC              | NC              | NC              | NC              |
| 43                                            | Maria Balaba               | Lettonie             | 22               | 45.36            |                  |                  |        | NC              | NC              | NC              | NC              |
| 44                                            | Rūta Gajauskaitė           | Lituanie             |                  |                  | 22               | 45.06            |        | NC              | NC              | NC              | NC              |
| 45                                            | Erle Harstad               | Norvège              | 23               | 44.92            |                  |                  |        | NC              | NC              | NC              | NC              |
| 46                                            | Sonja Mugoša               | Serbie-et-Monténégro |                  |                  | 23               | 41.86            |        | NC              | NC              | NC              | NC              |
| 47                                            | Megan Allely               | Afrique du Sud       | 24               | 39.54            |                  |                  |        | NC              | NC              | NC              | NC              |
| 48                                            | Roxana Boamfa              | Roumanie             |                  |                  | 24               | 38.86            |        | NC              | NC              | NC              | NC              |
| 49                                            | Gracielle Jeanne Tan       | Philippines          |                  |                  | 25               | 38.50            |        | NC              | NC              | NC              | NC              |
| 50                                            | Buse Coskun                | Turquie              | 25               | 37.78            |                  |                  |        | NC              | NC              | NC              | NC              |
| 51                                            | Ani Vardanyan              | Arménie              |                  |                  | 26               | 35.72            |        | NC              | NC              | NC              | NC              |
| 52                                            | Natalia Alexandra Mitsuoka | Argentine            | 26               | 34.40            |                  |                  |        | NC              | NC              | NC              | NC              |
| 53                                            | Naida Akšamija             | Bosnie-Herzégovine   |                  |                  | 27               | 27.42            |        | NC              | NC              | NC              | NC              |

### Couples
| Rang | Nom                                           | Pays       | Points | Programme court | Programme court | Programme libre | Programme libre |
| ---- | --------------------------------------------- | ---------- | ------ | --------------- | --------------- | --------------- | --------------- |
| 1    | Julia Vlassov / Drew Meekins                  | États-Unis | 138.05 | 4               | 45.44           | 1               | 92.61           |
| 2    | Kendra Moyle / Andy Seitz                     | États-Unis | 133.50 | 1               | 48.47           | 4               | 85.03           |
| 3    | Ksenia Krasilnikova / Konstantin Bezmaternikh | Russie     | 132.66 | 5               | 45.23           | 3               | 87.43           |
| 4    | Bridget Namiotka / John Coughlin              | États-Unis | 132.35 | 6               | 43.51           | 2               | 88.84           |
| 5    | Angelika Pylkina / Niklas Hogner              | Suède      | 129.62 | 3               | 46.28           | 5               | 83.34           |
| 6    | Ekaterina Vasilieva / Alexandre Smirnov       | Russie     | 127.31 | 2               | 48.11           | 7               | 79.20           |
| 7    | Emilie Demers Boutin / Pierre-Philippe Joncas | Canada     | 121.31 | 7               | 40.64           | 6               | 80.67           |
| 8    | Valene Maheu / Simon-Pierre Cote              | Canada     | 113.56 | 8               | 40.26           | 8               | 73.30           |
| 9    | Zhao Rui / An Yang                            | Chine      | 106.65 | 14              | 34.33           | 9               | 72.32           |
| 10   | Amanda Ribeiro / Stuart Chutter               | Canada     | 106.46 | 10              | 38.04           | 10              | 68.42           |
| 11   | Julia Goreeva / Roman Talan                   | Ukraine    | 104.19 | 12              | 35.81           | 11              | 68.38           |
| 12   | Victoria Kazantseva / Aleksandr Enbert        | Russie     | 99.61  | 9               | 39.56           | 13              | 60.05           |
| 13   | Aneta Michałek / Bartosz Paluchowski          | Pologne    | 98.20  | 13              | 34.34           | 12              | 63.86           |
| 14   | An Ni / Wu Yiming                             | Chine      | 96.40  | 11              | 37.07           | 14              | 59.33           |
| 15   | Kristína Kabátová / Martin Hanulák            | Slovaquie  | 87.84  | 15              | 30.31           | 15              | 57.53           |

### Danse sur glace
| Rang                                               | Nom                                     | Nation      | Points | Danse imposée | Danse imposée | Danse originale | Danse originale | Danse libre | Danse libre |
| -------------------------------------------------- | --------------------------------------- | ----------- | ------ | ------------- | ------------- | --------------- | --------------- | ----------- | ----------- |
| 1                                                  | Tessa Virtue / Scott Moir               | Canada      | 172.57 | 1             | 34.88         | 1               | 55.13           | 1           | 82.56       |
| 2                                                  | Natalia Mikhailova / Arkadi Sergeev     | Russie      | 168.41 | 2             | 34.65         | 2               | 55.01           | 3           | 78.75       |
| 3                                                  | Meryl Davis / Charlie White             | États-Unis  | 167.20 | 3             | 33.31         | 4               | 52.74           | 2           | 81.15       |
| 4                                                  | Anna Cappellini / Luca Lanotte          | Italie      | 160.72 | 4             | 32.24         | 3               | 54.68           | 6           | 73.80       |
| 5                                                  | Anastasia Platonova / Andrei Maximishin | Russie      | 157.59 | 6             | 29.60         | 5               | 50.64           | 4           | 77.35       |
| 6                                                  | Trina Pratt / Todd Gilles               | États-Unis  | 150.16 | 7             | 28.59         | 6               | 47.46           | 5           | 74.11       |
| 7                                                  | Anastasia Gorshkova / Ilia Tkachenko    | Russie      | 149.16 | 5             | 31.70         | 9               | 44.05           | 7           | 73.41       |
| 8                                                  | Allie Hann-McCurdy / Michael Coreno     | Canada      | 139.55 | 9             | 27.89         | 7               | 45.48           | 9           | 66.18       |
| 9                                                  | Grethe Grunberg / Kristjan Rand         | Estonie     | 139.40 | 8             | 28.56         | 8               | 44.21           | 8           | 66.63       |
| 10                                                 | Emily Samuelson / Evan Bates            | États-Unis  | 134.16 | 10            | 27.28         | 10              | 43.91           | 11          | 62.97       |
| 11                                                 | Huang Xintong / Zheng Xun               | Chine       | 132.53 | 15            | 25.29         | 11              | 42.51           | 10          | 64.73       |
| 12                                                 | Joanna Budner / Jan Mościcki            | Pologne     | 129.20 | 12            | 25.69         | 12              | 41.65           | 12          | 61.86       |
| 13                                                 | Élodie Brouiller / Benoît Richaud       | France      | 126.55 | 11            | 25.77         | 14              | 40.23           | 13          | 60.55       |
| 14                                                 | Camilla Spelta / Marco Garavaglia       | Italie      | 123.25 | 14            | 25.37         | 17              | 38.45           | 14          | 59.43       |
| 15                                                 | Mylène Lamoureux / Michael Mee          | Canada      | 121.97 | 13            | 25.55         | 13              | 41.33           | 17          | 55.09       |
| 16                                                 | Tanja Kolbe / Paul Boll                 | Allemagne   | 120.72 | 17            | 23.40         | 15              | 39.46           | 15          | 57.86       |
| 17                                                 | Krisztina Barta / Ádám Tóth             | Hongrie     | 117.94 | 18            | 22.19         | 16              | 38.51           | 16          | 57.24       |
| 18                                                 | Alina Saprykina / Pavlo Khimich         | Ukraine     | 115.62 | 16            | 24.00         | 18              | 37.37           | 19          | 54.25       |
| 19                                                 | Lucie Myslivečková / Matěj Novák        | Tchéquie    | 111.74 | 19            | 21.89         | 19              | 35.28           | 18          | 54.57       |
| 20                                                 | Leigh Rogers / Lloyd Jones              | Royaume-Uni | 109.95 | 21            | 21.32         | 20              | 34.84           | 20          | 53.79       |
| 21                                                 | Ekaterina Zaikina / Otar Japaridze      | Géorgie     | 108.62 | 20            | 21.40         | 22              | 34.42           | 21          | 52.80       |
| 22                                                 | Barbora Heroldová / Zdeněk Pazdera      | Tchéquie    | 105.31 | 24            | 19.84         | 21              | 34.70           | 22          | 50.77       |
| 23                                                 | Danielle O'Brien / Gregory Merriman     | Australie   | 101.64 | 23            | 20.16         | 24              | 33.33           | 23          | 48.15       |
| 24                                                 | Anna Thomsen / Nikolaj Sorensen         | Danemark    | 97.85  | 22            | 20.29         | 23              | 34.09           | 24          | 43.47       |
| Couples de danse éliminés après la danse originale |                                         |             |        |               |               |                 |                 |             |             |
| 25                                                 | Nora von Bergen / Bris Raeber           | Suisse      |        | 25            | 19.68         | 25              | 32.66           | NC          | NC          |
| 26                                                 | Maria Feoktsistava / Vitali Vakunov     | Biélorussie |        | 26            | 14.43         | 26              | 23.65           | NC          | NC          |